# Dipoena boquete
Dipoena boquete là một loài nhện trong họ Theridiidae.
Loài này thuộc chi Dipoena. Dipoena boquete được Herbert Walter Levi miêu tả năm 1963.